# General (jogo)

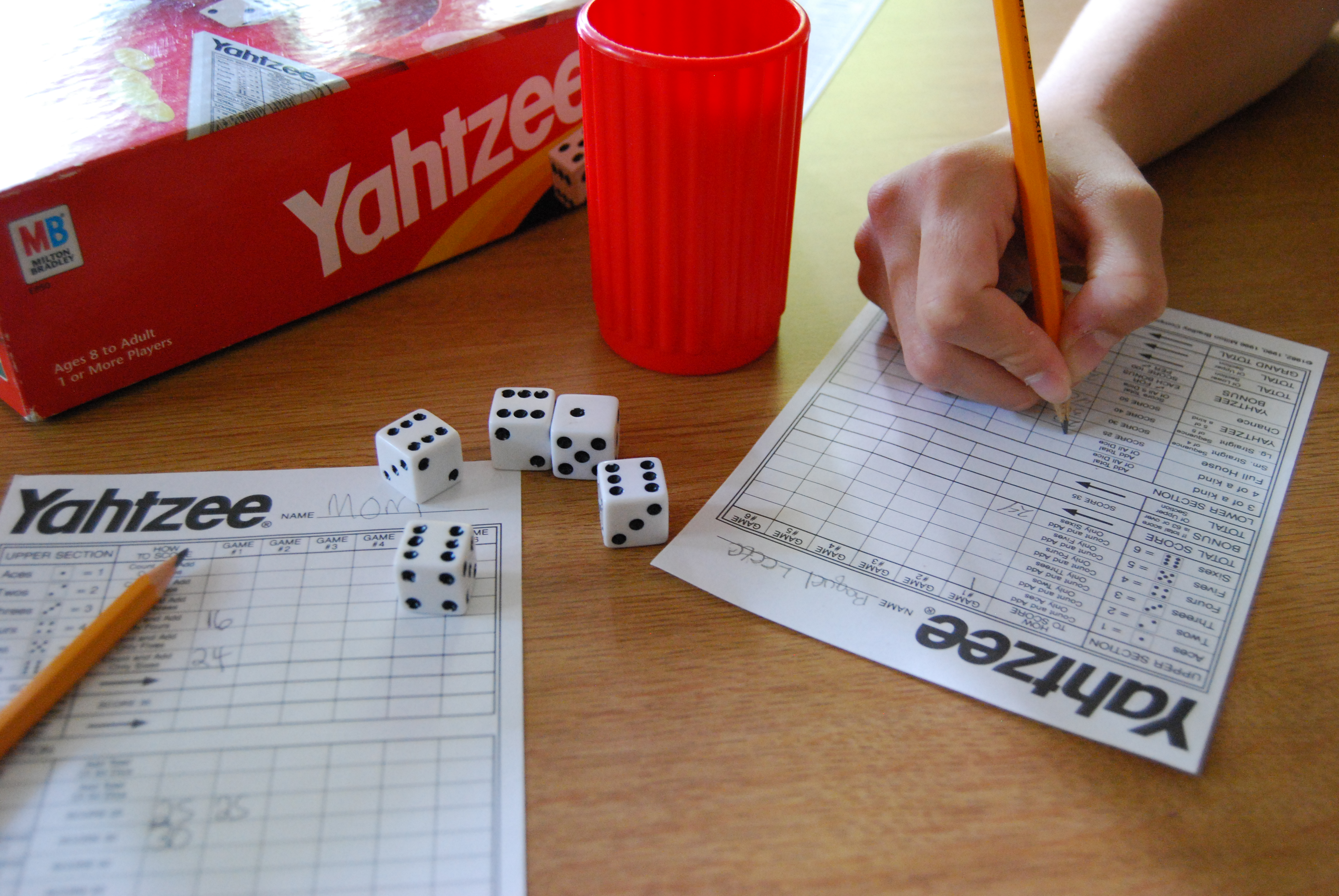
Um jogo de General (yahtzee)

General é um jogo de dados para dois ou mais jogadores, conhecido como Yahtzee em inglês, francês, italiano e holandês, Yatzy nas línguas nórdicas, Kniffel em alemão, Jamb em croata, Kocakapóker em húngaro e Generala em espanhol. No Brasil, também é conhecido como Yam, em função da popularidade de uma versão comercializada pela Grow nos anos 1970.

## Princípios
Para jogar General são necessários cinco dados comuns (hexaédricos) e uma cartela de marcação. O objetivo do jogo é marcar o maior número de pontos, através de algumas combinações de resultados nos dados.
Um jogo de General consiste de um certo número de rodadas: em cada uma delas, cada jogador, por sua vez, joga os dados e, conforme o resultado obtido, marca uma das jogadas previstas em sua cartela. Uma vez marcada, aquela jogada não pode ser repetida pelo mesmo jogador até o final da partida.

## Regras básicas
| Título       | General                                  |
| ------------ | ---------------------------------------- |
| Outros Nomes | Yahtzee, Yatzy, Kinfeel, Jamb e Generala |
| Material     | Dados Comuns                             |

|       | Jogador1 | Jogador2 | Jogador3 |
| ----- | -------- | -------- | -------- |
| 1     |          |          |          |
| 2     |          |          |          |
| 3     |          |          |          |
| 4     |          |          |          |
| 5     |          |          |          |
| 6     |          |          |          |
| T     |          |          |          |
| Q     |          |          |          |
| F     |          |          |          |
| S+    |          |          |          |
| S-    |          |          |          |
| G     |          |          |          |
| X     |          |          |          |
| Total |          |          |          |

Na sua forma mais comum, o General possui as seguintes regras básicas:
(1) Sendo 13 o número de jogadas possíveis e 13 o número de linhas de cada coluna na cartela de marcação, um jogo consiste de 13 rodadas, ou 13 jogadas para cada jogador.
(2) Cada jogador, em sua vez, tem três chances de arremessar os dados. Na primeira, joga os cinco dados; na segunda, conforme o resultado obtido, pode voltar a arremessar de um a cinco dados, mantendo os demais sobre a mesa, ou aceitar o resultado, dando a jogada por encerrada; na terceira, da mesma forma, pode arremessar de um a cinco dados (mesmo os que ele tenha mantido sobre a mesa entre o primeiro e o segundo arremesso) ou aceitar o resultado.
(3) O resultado obtido ao final de três arremessos (uma jogada completa) deve ser classificado, pelo próprio jogador, como uma das seguintes 13 possibilidades:
- Jogada de 1: um certo número de dados (de 0 a 5) marcando o número 1; sendo que a jogada vale mais pontos conforme a quantidade de dados que marcarem o número 1. Por exemplo: 1-1-1-4-5 vale 3 pontos.
- Jogadas de 2, 3, 4, 5 e 6: correspondentes à jogada de 1 para os demais números. Por exemplo: 3-3-4-4-5 vale 6 pontos se for considerada uma jogada de 3; ou 8 pontos se for considerada uma jogada de 4; ou ainda 5 pontos se for uma jogada de 5.
- Trinca (T): três dados marcando o mesmo número. Vale a soma dos 5 dados. Exemplo: 4-4-4-5-6 vale 23 pontos.
- Quadra (Q): quatro dados marcando o mesmo número. Vale a soma dos 5 dados. Exemplo: 1-5-5-5-5 vale 21 pontos.
- Full-hand (F) ou Full-house: uma trinca e um par (exemplo: 2-2-2-6-6). Vale 25 pontos para qualquer combinação.
- Seqüência alta (S+): 2-3-4-5-6. Vale 30 pontos.
- Seqüência baixa (S-): 1-2-3-4-5. Vale 40 pontos.
- General (G) ou Yam: cinco dados marcando o mesmo número (por exemplo: 4-4-4-4-4). Vale 50 pontos.
- Jogada aleatória (X) (inexistente em algumas versões do jogo): qualquer combinação. Vale a soma dos 5 dados. Por exemplo: 1-4-4-5-6 vale 20 pontos.

(4) O resultado é marcado na cartela, na coluna do jogador e na linha correspondente à jogada. Aquela linha (e portanto aquela jogada) não poderá mais ser utilizada pelo jogador na mesma partida.
(5) Se um determinado resultado não puder ser classificado como nenhuma das jogadas ainda restantes para aquele jogador, ele deverá escolher qual das jogadas restantes será descartada, marcando 0 (zero) na linha correspondente.
(6) Ao final de 13 rodadas, com a cartela toda preenchida, somam-se os valores de cada coluna, e o jogador que obtiver mais pontos será considerado o vencedor.

## Variações
Há muitas variações possíveis destas regras básicas. Por exemplo:
- A Trinca e a Quadra podem ter valores fixos, normalmente 20 para a Trinca e 30 para a Quadra.
- Em outra variante, a Trinca e a Quadra podem contar apenas o valor dos dados repetidos. Assim, 2-2-2-6-6 valeria apenas 6 pontos; e 1-1-1-1-5, apenas 4 pontos.
- No Yahtzee norte-americano, em vez de "seqüência alta" (2-3-4-5-6) e "seqüência baixa" (1-2-3-4-5), fala-se em "large straight" para cinco dados em seqüência (1-2-3-4-5 ou 2-3-4-5-6) e "small straight" para quatro dados em seqüência e um fora de seqüência (por exemplo, 1-2-3-4-6)
- Ainda no Yahtzee norte-americano, a cartela é dividida em "parte de cima" (as jogadas de 1, 2, 3, 4, 5 e 6) e "parte de baixo" (as demais jogadas). Entre as duas partes, há uma linha de bônus. O jogador que fizer 63 ou mais pontos na "parte de cima" recebe um bônus de 35 pontos.
- No Yatzy escandinavo, há duas jogadas adicionais: Par e Dois Pares, valendo cada um a soma dos 5 dados. Mas, apesar de haver 15 jogadas possíveis, permanecem as 13 rodadas - duas jogadas devem ser necessariamente descartadas por cada jogador.
- Também na regra escandinava, a "seqüência alta" (2-3-4-5-6) vale 20 pontos e a "seqüência baixa" vale 15 pontos.
- Os escandinavos jogam ainda uma variante chamada Super Yatzy, com seis dados.
- Uma variação para jogadores com muita paciência ou disposição para jogar prevê 52 rodadas em vez de 13. Cada jogador tem a sua própria cartela de anotações, com 4 colunas: a primeira coluna só pode ser preenchida em ordem, de cima para baixo, da primeira à última jogada; a segunda coluna também, mas na ordem inversa, de baixo para cima; a terceira coluna é desordenada, podendo ser preenchida em qualquer ordem, como num jogo comum de General; e a quarta coluna é apenas para resultados "secos", isto é, obtidos no primeiro arremesso de dados de cada jogada, sem segunda ou terceira tentativa.
- O Generala espanhol possui uma contagem de pontos diferente: 40 pontos para qualquer seqüência de 5 dados (chamada de "Escalera"), 60 pontos para o "Full-hand", 70 pontos para as Quadras de 2 a 6 ("Poker de resto"), 80 pontos para a Quadra de 1 ("Poker de ases") e 100 pontos para a "Generala" (cinco dados com o mesmo número).
- No Brasil existe na regra o "General de Mão", que consiste em num único arremesso conseguir os cinco dados com faces iguais. Vale 100 pontos[carece de fontes?].
- Na região Centro-Oeste do Brasil há uma variação do jogo, chamada de Bozó. Nele há apenas as jogadas numéricas (valendo a soma das faces com o número escolhido); full-hand ou apenas full (valendo 20 pontos); sequência, podendo ser menor ou maior (valendo 30 pontos); quadra (valendo 40 pontos) e general (valendo 50 pontos). Há a opção de, antes de revelar os dados, pedir "em baixo", valendo os valores da face voltada para a mesa. Ao fazer uma jogada não numérica (full, sequência e quadra) apenas em uma única "batida" de copo durante as três jogadas, ela ganha 5 pontos adicionais, sendo chamada "de boca". No caso do general de boca, é declarada a vitória instantânea do jogador.